# Svetlana Myartseva
Svetlana Nikolaevna Myartseva (* 29. Januar 1937 in Aşgabat, Turkmenistan) ist eine russische, turkmenische und mexikanische Entomologin und Hochschullehrerin. Sie entdeckte und beschrieb ungefähr hundert neue Insektenarten. Ihre Forschungsinteressen liegen im Bereich der Systematik und Biologie der Familie parasitärer Erzwespen Encyrtidae und Aphelinidae.

## Leben und Werk
Myartseva studierte von 1954 bis 1959 an der Turkmenischen Staatsuniversität und war von 1959 bis 1961 Assistentin im Labor für Entomologie des Instituts für Zoologie der Turkmenischen Akademie der Wissenschaften. Sie forschte dort bis 1998, wo sie Senior Researcher, stellvertretende Direktorin des Instituts und dann Leiterin des Labors für Entomophagen war. 1985 promovierte sie am Zoologischen Institut an der  Russischen Akademie der Wissenschaften in Leningrad zum Doctor of biological sciences (Dr. Sci.) mit der Dissertation: Encyrtids (Hymenoptera, Encyrtidae) of desert and semideserts of Middle Asia. 1998 zog sie nach Nordamerika und begann an der Universidad Autónoma de Tamaulipas in Ciudad Victoria im mexikanischen Bundesstaat Tamaulipas zu forschen. Von 2000 bis 2019 war sie dort Universitätsprofessorin der Kategorie D und die einzige Frau an dieser Universität, die bisher diese Stufe im nationalen Forschersystem erreicht hatte.
Sie erforschte die parasitäre Wespenfauna im Labor für angewandte Entomologie und entdeckte mehr als 100 neue Insektenarten, die sie wissenschaftlich einordnete und beschrieb. Die beschriebenen zoologischen Taxa werden von der Bezeichnung Myartseva  begleitet. Die meisten Arten der Erzwespen sind Parasitoide und rund 80 Arten werden zu den Pflanzenschädlingen gezählt. Die Ergebnisse ihrer Forschung sind relevant für die Landwirtschaft und die Umwelt, da sie sich auf die Untersuchung von Insekten konzentrierte, die zur Beseitigung von Schädlingen beitragen. Ihre Forschungen leisteten somit auch einen wichtigen Beitrag zur biologischen Schädlingsbekämpfung. Ihre Forschungsergebnisse veröffentlichte sie in 150 wissenschaftlichen Zeitschriftenartikel und Büchern. Sie ist Mitglied der Sociedad Mexicana de Entomología und der  Russischen Entomologischen Gesellschaft.

## Auszeichnungen
1968 erhielt sie die Medaille Distinguished Labour nach dem Dekret des Präsidiums des Obersten Sowjets der UdSSR.

## Veröffentlichungen (Auswahl)
- A replacement name for Encarsia antennata Myartseva, 2014 (Hymenoptera: Aphelinidae). Zoosystematica rossica 24, 2015
- Two new species of Pteroptrix Westwood, 1833 (Hymenoptera: Aphelinidae) from Mexico. Zoosystematica rossica 18, 2009
- Eretmocerus Haldeman (Hymenoptera: Aphelinidae) — parasitoids of whiteflies Trialeurodes vaporariorum and Bemisia (tabaci—complex) in Mexico, with a key and description of a new species. Vedalia, 13, 2008
- Myartseva, S.N. et al.: A new genus for a new species of the Aphelinidae (Hymenoptera: Chalcidoidea) from Mexico. Zoosystematica rossica 23, 2014